# Sonja Henie
Pour les articles homonymes, voir Henie.
Sonja Henie est une patineuse artistique et une actrice norvégienne, née à Christiania le 8 avril 1912, décédée de leucémie le 12 octobre 1969 dans un vol Paris-Oslo. Elle fut trois fois championne olympique ; dix fois championne du monde, un record qui n'est toujours pas battu aujourd'hui. Elle était la fille de Wilhelm Henie, champion du monde de cyclisme sur piste en 1894.

## Biographie

### Carrière sportive

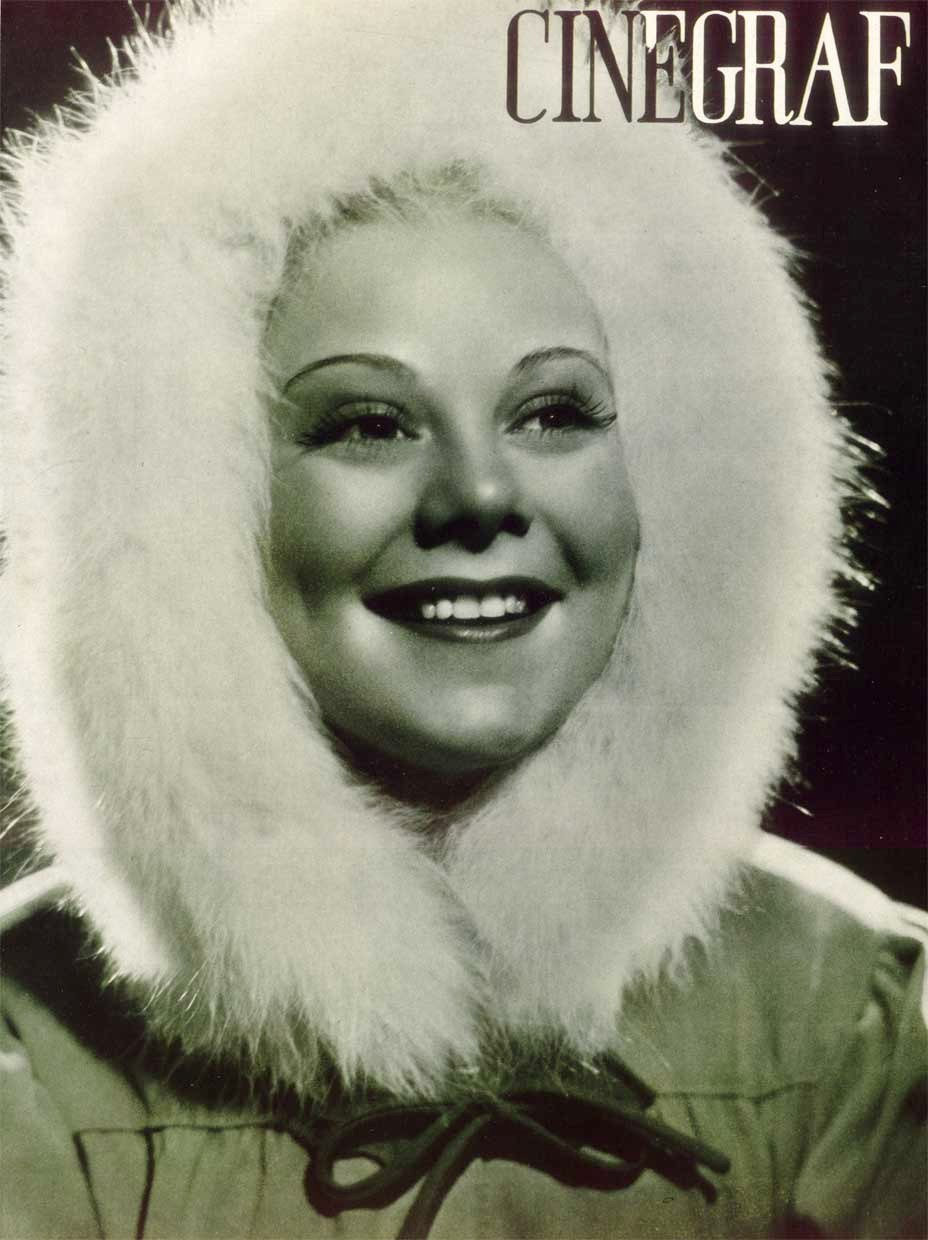
Sonja Henie en couverture d'un magazine, en 1937.

Née à Christiania, Sonja Henie est la fille de Wilhelm Henie, coureur cycliste et Selma Lochman-Nielsen Henie (1888–1961). Se montrant très tôt douée pour le patinage, elle est envoyée par son père parfaire sa technique de danseuse classique à Londres.
Sonja remporte le championnat norvégien de patinage artistique dès l'âge de 10 ans. Elle remporte l'or aux Jeux olympiques d'hiver de 1928, 1932 et 1936 au cours duquel elle fit le salut nazi, ce qui soulève une polémique au retour dans son pays. Elle a déjà pris part aux Jeux olympiques d'hiver de 1924, terminant huitième sur huit concurrentes, à l'âge de onze ans. Durant cette performance, elle patine plusieurs fois vers le côté de la patinoire pour demander assistance à son entraîneur.
Aux Jeux suivants, elle n'a certainement plus besoin d'une telle aide. Elle gagne le premier de ses dix championnats du monde consécutifs en 1927, à l'âge de quatorze ans, et sa première médaille olympique l'année suivante, à quinze ans. Elle gagne également six championnats européens consécutifs, de 1931 à 1936.
Elle est la première à porter une jupe courte en compétition, à chausser des patins de couleur blanche, et à chorégraphier ses mouvements de danse pour chorégraphier ses éléments. Elle est également une joueuse de tennis accomplie.

### Reconversion
Après les Jeux olympiques d'hiver de 1936 à Garmisch-Partenkirchen, elle se retire du monde amateur et commence une carrière professionnelle en tant que patineuse et actrice. Elle se produit principalement aux États-Unis, dans la revue "Hollywood Ice" d'Arthur Wirtz, mais fait des galas triomphaux en Norvège en 1953 et 1955. En 1939, elle publie son autobiographie, réimprimée dans une version révisée en 1954. En 1941, elle devient citoyenne américaine. Elle se retire du monde artistique en 1958 avec le film Hello, London. Elle devient une des femmes les plus riches du monde de son temps[réf. nécessaire].

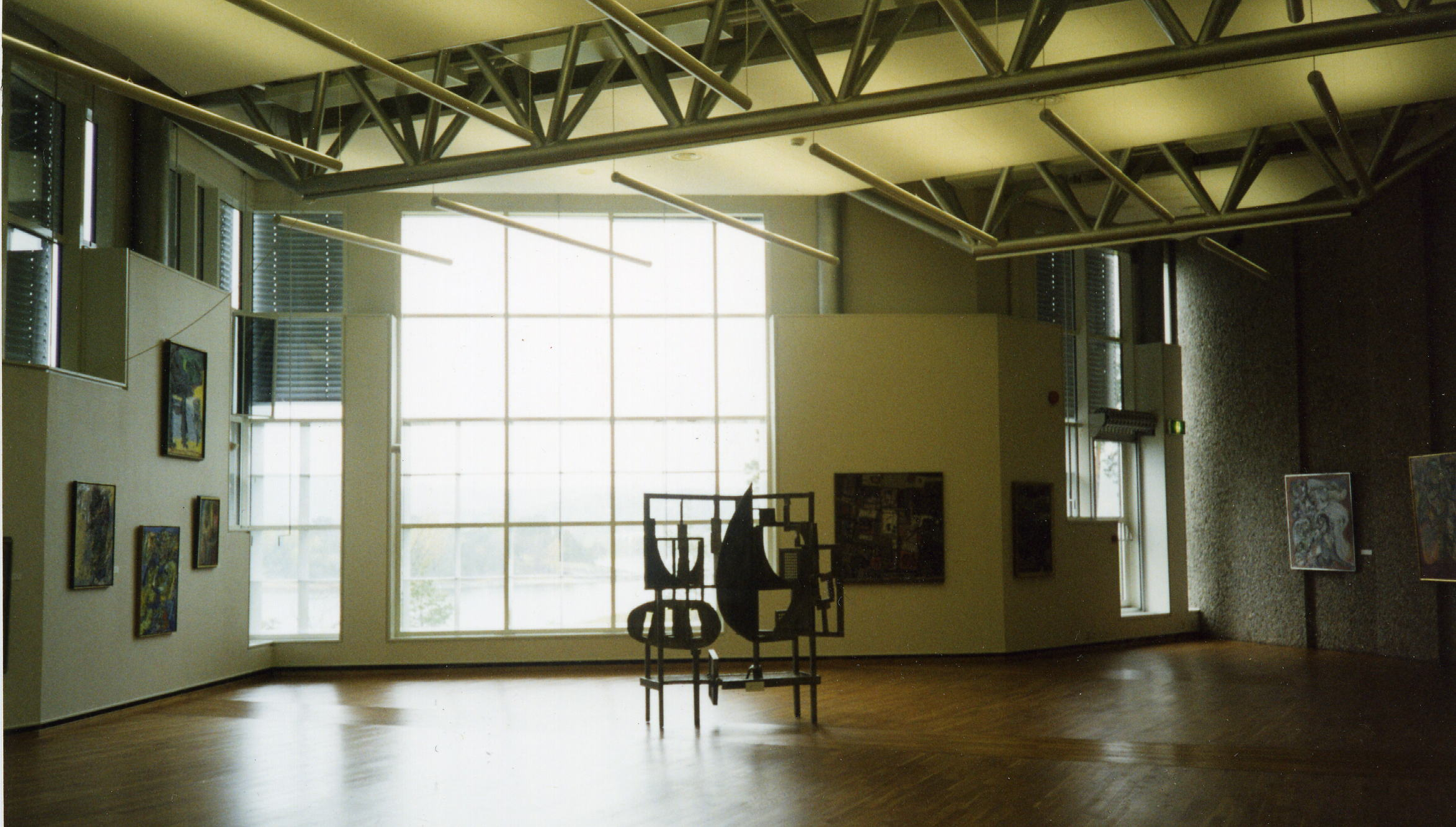
Le centre d'art Henie-Onstad à Høvikodden.

### Vie privée
Henie se marie à trois reprises, avec Dan Toppin, Winthrop Gardner, et finalement avec Niels Onstad. Ensemble, ils accumulent une large collection d'art moderne qui a servi à former la base pour le Centre d'art Henie-Onstad à Høvikodden, près d'Oslo. 
Considérée par certains comme la plus grande patineuse artistique de tous les temps, elle est surnommée « la Reine de la glace », ou encore « la Pavlova de la glace ». La salle de réception du Chicago Stadium portait le nom la célèbre patineuse.

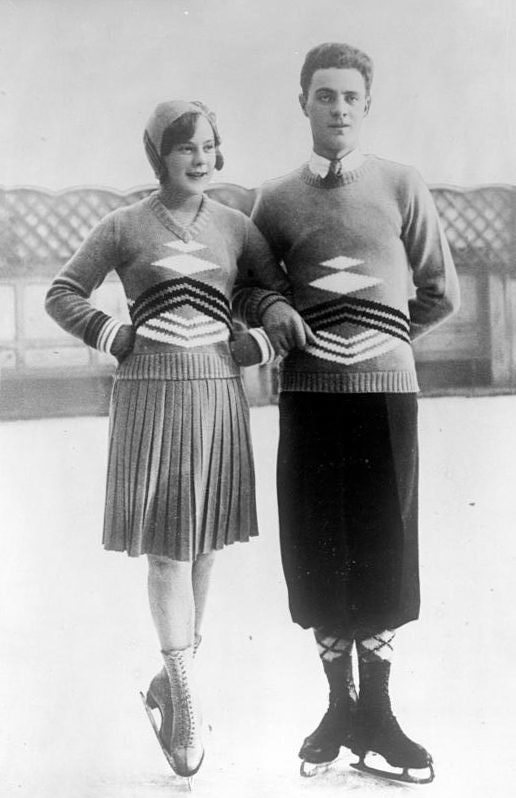
Sonja Henie avec Karl Schäfer en 1932.

Henie meurt de leucémie en 1969, à bord d'un vol Paris-Oslo. Elle est enterrée (avec son mari) au sommet de la colline surplombant le Centre d'art Henie-Onstad.

## Palmarès
| Compétition             | 1923 | 1924 | 1925 | 1926 | 1927 | 1928 | 1929 | 1930 | 1931 | 1932 | 1933 | 1934 | 1935 | 1936 |
| Jeux olympiques d'hiver |      | 8e   |      |      |      | 1re  |      |      |      | 1re  |      |      |      | 1re  |
| Championnats du monde   |      | 5e   |      | 2e   | 1re  | 1re  | 1re  | 1re  | 1re  | 1re  | 1re  | 1re  | 1re  | 1re  |
| Championnats d’Europe   |      |      |      |      |      |      |      |      | 1re  | 1re  | 1re  | 1re  | 1re  | 1re  |
| Championnats de Norvège | 1re  | 1re  | 1re  | 1re  | 1re  | 1re  | 1re  |      |      |      |      |      |      |      |

## Filmographie
- 1927 : Seven Days for Elizabeth
- 1929 : Se Norge (documentaire)
- 1936 : Tourbillon blanc (One in a Million)
- 1937 : Le Prince X (Thin Ice), de Sidney Lanfield : Lili Heiser
- 1937 : Ali Baba Goes to Town (Cameo)
- 1938 : L'Escale du bonheur (Happy Landing)
- 1938 : Le Mannequin du collège (My Lucky Star)
- 1939 : La Fille du nord (Second Fiddle), de Sidney Lanfield : Trudi Hovland
- 1939 : Tout se passe la nuit (Everything Happens at Night) d'Irving Cummings
- 1941 : Tu seras mon mari (Sun Valley Serenade)
- 1942 : Mariage sur la glace (Iceland)
- 1943 : Fleur d'hiver (Wintertime)
- 1945 : La Fée blanche (It's a Pleasure)
- 1948 : La Comtesse de Monte-Cristo (en) (The Countess of Monte Cristo)
- 1958 : Hello London

## Décoration et hommages

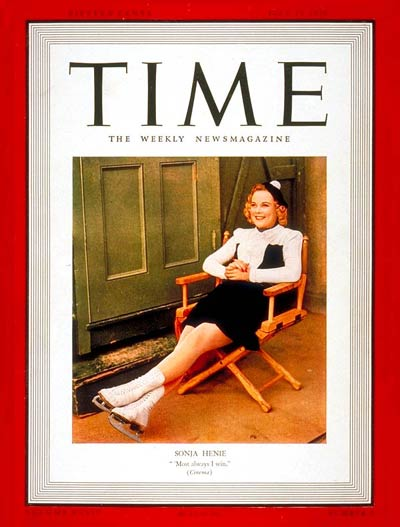
Sonja Henie à la une de Time Magazine en 1939.

En 1938, à l'âge de 25 ans, elle devient la plus jeune personne à être faite chevalier de première classe par l'ordre royal norvégien de Saint-Olav.
Son portrait orne la dérive du Boeing 737-300 de la compagnie aérienne Norwegian, immatriculé LN-KKJ,. Le premier Boeing 787 Dreamliner de la compagnie aérienne Norwegian (immatriculé EI-LNA) porte également cette livrée spéciale.
Une rue du quartier des facultés porte son nom à Montpellier.
À Paris, la patinoire Sonja-Henie porte son nom depuis 1984.